# میکروسکوپ مجازی
میکروسکوپ مجازی (انگلیسی: Virtual microscopy) روشی برای ارسال تصاویر میکروسکوپ بر روی شبکه‌های رایانه‌ای و انتقال آن‌ها از راه شبکه است. این فناوری اجازه می‌دهد تا شمار فراوانی از افراد در مکان‌های گوناگون تصاویر را به طور مستقل مشاهده کنند. این فناوری شامل ترکیبی از فناوری‌های میکروسکوپی و فناوری‌های دیجیتالی است. استفاده از میکروسکوپ‌های مجازی می‌تواند با آموزش اتکا به فضای فیزیکی، تجهیزات و نمونه‌ها، مدلی سنتی را به مدلی تبدیل کند که صرفاً به دسترسی به اینترنت و رایانه بستگی دارد. این موضوع راحتی دسترسی به مجموعه اسلایدها و در دسترس قرار دادن اسلایدها برای مخاطبان گسترده‌تر را افزایش می‌دهد. اسلایدهای دیجیتالی می‌توانند از وضوح بالایی برخوردار باشند و در برابر آسیب‌دیدگی یا شکستگی در طول زمان مقاوم هستند.